# Saurenchelys taiwanensis
Saurenchelys taiwanensis är en fiskart som beskrevs av Emma S. Karmovskaya 2004. Saurenchelys taiwanensis ingår i släktet Saurenchelys och familjen Nettastomatidae. Inga underarter finns listade i Catalogue of Life.